# Mercedes-Benz O 320
Le Mercedes-Benz O 320, introduit au printemps 1951, fut le premier autobus de Daimler-Benz AG à combiner une cabine sans capot et un moteur arrière. Les particularités de la partie avant sont les bouches d'aération disposées transversalement au lieu d'une calandre et le feu antibrouillard placé au centre. Le nom commercial était initialement O 6600 H et fut changé en O 320 en 1954. Le O 6600 H et l'omnibus à capot O 6600 avaient le même moteur que le camion L 6600. Le H dans la désignation du type indique un moteur arrière (Heckmotor en Allemand). Plus tard, il a également été proposé en tant que trolleybus sous la désignation de type O 6600 T, le T signifiant Trolleybus. En 1961, un total de 1 935 autobus à cabine sans capot avaient été construits, dont 363 trolleybus. Alors que la Deutsche Bundesbahn n'a acheté que deux exemplaires d'essai en 1952, la Deutsche Bundespost a mis en service 538 autobus entre 1953 et 1958.

## O 6600 H

### Autobus de ville
L'autobus de ville est équipé de portes pliantes en métal léger à commande pneumatique à l'avant, au milieu et/ou à l'arrière, ainsi que d'une porte pliante pour le conducteur sur le côté gauche. Au-dessus des passages de roues se trouve une banquette longitudinale à trois places, et entre les passages de roues du côté conducteur se trouvent cinq rangées de chaises biplaces, du côté opposé se trouvent soit des banquettes longitudinales, soit des chaises biplaces. Derrière le passage de roue arrière se trouve la plate-forme sur les autobus avec porte arrière, et sur les autobus sans porte arrière, une rangée de deux sièges biplaces et enfin une banquette pour cinq personnes.
L'autobus de ville peut être commandé avec la disposition de sièges suivante :
- 37 sièges, 34 ou 62 places debout selon les opérations municipales
- 23 sièges, 44 ou 71 places debout selon les opérations municipales
- 41 sièges, 30 ou 37 places debout selon les opérations municipales

### Autobus interurbain et autocar
L'autobus interurbain et l'autocar étaient annoncés comme des autobus Pullman : «Confortablement appuyé dans son fauteuil, le passager a la sensation agréable de voyager dans une limousine Pullman». Contrairement à l'autobus de ville, les deux sont équipés de série de portes pliantes uniquement sur le côté droit. Par rapport à l'autobus interurbain, l'autocar propose également un vitrage de toit et un toit coulissant Webasto. Des vitrages de toit étaient disponibles pour les autobus interurbains moyennant des frais supplémentaires.
À l'intérieur, il y a dix sièges biplaces avec des cadres d'assise en tube d'acier de chaque côté, les banquettes étant disposées dos à dos au-dessus des passages de roues. À l'arrière il y a une banquette pour cinq personnes, l'entrée arrière se trouvant directement devant elle. Dix sièges individuels rabattables peuvent être installés dans l'allée centrale et à côté du conducteur un siège biplace rabattable pour l'autobus interurbain ou deux sièges rabattables pour l'autocar, de sorte qu'il y ait de la place pour jusqu'à 57 passagers.

### Technologie
Le moteur six cylindres à préchambre d'une cylindrée de 8,3 litres produit 145 ch. La puissance est transmise à l'essieu arrière par une transmission à commutation électrique, fabriquée par ZF Friedrichshafen, avec six vitesses entièrement synchronisées. Le moteur, situé transversalement à l'arrière, n'est pas directement monté sur le châssis, mais plutôt sur un support de châssis vissé au châssis.
Le châssis du O 6600 H est construit différemment de celui du camion L 6600.

## O 6600 T
La variante trolleybus, l'O 6600 T, était le type de trolleybus allemand le plus produit avec 363 unités. Cependant, 350 de ces trolleybus furent exportées vers la capitale argentine Buenos Aires en 1952 et 1953 (numéros 131 à 480). L'équipement électrique a été fourni par Kiepe. En Allemagne, Offenbach-sur-le-Main (neuf trolleybus, numéros d'origine de 58 à 66; renumérotés en 1964 comme suit : 58=68, 59=69, 60=67), Kaiserslautern (numéro 107, construit en 1953) et Pirmasens (numéro 7, construit en 1953) ont reçu des véhicules de ce type. Il y avait également deux trolleybus de démonstration construits en 1952 et 1953, que Rheydt acheta en 1957 et mises en service sous les numéros 88 et 89. Les trolleybus d'Offenbach 65 et 67 furent également utilisés à Rheydt en 1966/67, où ils reçurent les nouveaux numéros 71 et 87.

### Technologie
La technologie du châssis est la même que celle du O 6600 H. Contrairement à celui-ci, cependant, aucun moteur diesel n'est installé, mais plutôt un moteur à collecteur unique, enroulé en série. Celui-ci était fourni par différents fabricants.